# Ab Geldermans
Albertus „Ab“ Geldermans (* 17. März 1935 in Beverwijk; † 20. April 2025) war ein niederländischer Radrennfahrer und Sportlicher Leiter.

## Sportliche Laufbahn
Als 19-Jähriger gewann Ab Geldermans 1954 sein erstes Straßenrennen im Amateurlager, 1957 folgten drei Siege und der zweite Platz bei der niederländischen Meisterschaft im 4000-Meter-Verfolgungsfahren. Kurz darauf errang Geldermans seinen größten Erfolg als Amateur, als er Dritter in der Einerverfolgung bei den Bahnweltmeisterschaften in Rocourt wurde. 1958 gewann er eine Etappe der Polen-Rundfahrt und belegte den siebten Rang in der Gesamtwertung. Im Jahr darauf siegte er bei drei Straßenrennen der Amateure und einmal als Unabhängiger. Nachdem er das schwerste Etappenrennen der Amateure, die Internationale Friedensfahrt 1959 Berlin–Prag–Warschau als Gesamtvierter beendet hatte, und dabei einen zweiten Platz im Einzelzeitfahren belegte, wurde er Berufsfahrer.
Schon in seinem ersten Profijahr 1960 gewann Geldermans die Deutschland-Rundfahrt mit einem Etappensieg und als erster Niederländer den Klassiker Lüttich–Bastogne–Lüttich. 1961 trug er
sich in die Siegerliste der Quatre Jours de Dunkerque ein und wurde 1962 sowohl niederländischer Straßenmeister wie auch im Einzelzeitfahren. Bei der Vuelta a España belegte Geldermans den zehnten Platz. 1963 gewann er das Einzelzeitfahren Manche–Océan.
Er gehörte den französischen Radsportteams Saint-Raphaël bis 1964 und Margnat-Paloma-Inuri 1965 an. Im letzten Jahr seiner aktiven Laufbahn 1966 siegte er bei einer Etappe von Paris-Nizza und startete zum siebenten und letzten Mal bei der Tour de France, nun im Trikot des italienischen Molteni-Rennstalls und weiterhin an der Seite von Rudi Altig.
Bis 1966 nahm Geldermans siebenmal an der Tour de France teil – mehrere Jahre als Edeldomestike von Jacques Anquetil –, fünfmal kam er in Paris an. Bei der Tour 1962 trug er zwei Tage lang das Gelbe Trikot.
Nach dem Ende seiner sportlichen Karriere im Jahr 1966 eröffnete Ab Geldermans in seinem Heimatort Beverwijk gemeinsam mit seiner Frau ein Sportgeschäft und wurde Sportlicher Leiter des niederländischen Nationalteams bei der Tour de France 1968, die sein Schützling Jan Janssen gewann.

## Erfolge
1957
- Amateur-Bahnweltmeisterschaft – Einerverfolgung

1958
- eine Etappe Polen-Rundfahrt

1960
- Lüttich–Bastogne–Lüttich
- Gesamtwertung und eine Etappe Deutschland-Rundfahrt

1961
- Gesamtwertung Vier Tage von Dünkirchen
- eine Etappe Niederlande-Rundfahrt

1962
- eine Etappe Vuelta a España 1962
- Niederländischer Meister – Straßenrennen, Einzelzeitfahren

1963
- eine Halbetappe Grand Prix Midi Libre

1965
- eine Etappe Andalusien-Rundfahrt

1966
- eine Etappe Paris–Nizza

## Grand-Tour-Platzierungen
| Grand Tour            | 1960 | 1961 | 1962 | 1963 | 1964 | 1965 | 1966 |
| --------------------- | ---- | ---- | ---- | ---- | ---- | ---- | ---- |
| Vuelta a EspañaVuelta | –    | –    | 10   | –    | –    | –    | 69   |
| Giro d’ItaliaGiro     | –    | –    | –    | –    | 37   | –    | –    |
| Tour de FranceTour    | 12   | DNF  | 5    | 24   | 38   | –    | –    |